# Afrika-Cup 2013/Qualifikation
Die Qualifikation zum Afrika-Cup 2013 begann am 15. Januar 2012 mit dem Spiel São Tomé und Príncipe gegen Lesotho. Im Gegensatz zu vergangenen Qualifikationen diente diese Qualifikation nicht gleichzeitig als WM-Qualifikation. Die Qualifikation für den Afrika-Cup 2012 fungierte quasi als Vorqualifikation, da die Teilnehmer jener Meisterschaft bereits für die 3. Runde dieser Qualifikation qualifiziert waren.

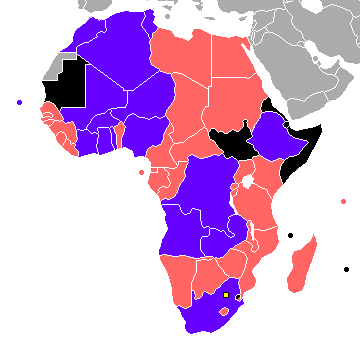
Qualifiziert
Ausgeschieden/zurückgezogen
Nicht teilgenommen
Kein CAF-Mitglied

## Modus
Aufgrund von zeitlichen Engpässen wurden die Teilnehmer der Endrunde des Afrika-Cup 2013 in drei K.-o.-Runden ermittelt. In einer ersten Auswahlrunde traten die in der FIFA-Weltrangliste am niedrigsten platzierten Teams gegeneinander an, um das Teilnehmerfeld auf 44 Mannschaften zu reduzieren. In einer zweiten Runde trafen nun die verbliebenen 28 Mannschaften aufeinander, die nicht Teilnehmer des Afrika-Cups 2012 waren. Diese spielten in Hin- und Rückspiel 14 Gewinner aus, die wiederum in einer dritten Qualifikationsrunde gegen die 16 Teilnehmer des Afrika-Cups 2012 antraten. Die Sieger qualifizierten sich neben Gastgeber Südafrika für die Endrunde.
Am 30. Januar 2010 war Togo von der Qualifikation zum Afrika-Cup 2013 ausgeschlossen worden (→ Grund), diese Entscheidung wurde jedoch bereits am 14. Mai 2010 wieder aufgehoben.
Die Nationalmannschaften aus Dschibuti, Eritrea, Komoren, Mauretanien, Mauritius und Somalia nahmen nicht teil.

## 1. Runde
Die Hinspiele waren für den 8., die Rückspiele für den 22. Januar 2012 angesetzt. Das Hinspiel zwischen São Tomé und Príncipe und Lesotho wurde auf den 15. Januar verlegt. Swasiland zog vor dem Hinspiel aus finanziellen Gründen zurück.
|                       | Gesamt |                                                             | Hinspiel | Rückspiel |
| --------------------- | ------ | ----------------------------------------------------------- | -------- | --------- |
| Seychellen            |        | Swasiland \|colspan="2" align="center" \| Rückzug Swasiland |          |           |
| São Tomé und Príncipe | 1:0    | Lesotho                                                     | 1:0      | 0:0       |

## 2. Runde
Die Hinspiele fanden am 29. Februar statt (mit Ausnahme des Spiels Zentralafrika – Ägypten, das auf den 30. Juni verschoben wurde), die Rückspiele wurden zwischen den 15. und dem 17. Juni 2012 ausgetragen. Die Sieger qualifizierten sich für die 3. Runde, an der auch die Teilnehmer des Afrika-Cups 2012 teilnahmen.
|                              | Gesamt          |                              | Hinspiel | Rückspiel |
| ---------------------------- | --------------- | ---------------------------- | -------- | --------- |
| Äthiopien                    | 1:1             | Benin                        | 0:0      | 1:1       |
| Ruanda                       | 0:2             | Nigeria                      | 0:0      | 0:2       |
| Republik Kongo               | 3:5             | Uganda                       | 3:1      | 0:4       |
| Burundi                      | (a)2:2(a)       | Simbabwe                     | 2:1      | 0:1       |
| Gambia                       | 2:6             | Algerien                     | 1:2      | 1:4       |
| Kenia                        | (a)2:2(a)       | Togo                         | 2:1      | 0:1       |
| São Tomé und Príncipe        | 4:5             | Sierra Leone                 | 2:1      | 2:4       |
| Guinea-Bissau                | 0:2             | Kamerun                      | 0:1      | 0:1       |
| Tschad                       | 3:4             | Malawi                       | 3:2      | 0:2       |
| Seychellen                   | 0:7             | Demokratische Republik Kongo | 0:4      | 0:3       |
| Tansania                     | 2:2 (6:7 i. E.) | Mosambik                     | 1:1      | 1:1       |
| Zentralafrikanische Republik | 4:3             | Ägypten                      | 1:1      | 3:2       |
| Madagaskar                   | 1:7             | Kap Verde                    | 0:4      | 1:3       |
| Liberia                      | 1:0             | Namibia                      | 1:0      | 0:0       |

## 3. Runde
In der 3. Runde trafen die Sieger der 2. Runde und die Teilnehmer des Afrika-Cups 2012 in Hin- und Rückspielen aufeinander. Die Mannschaften wurden gemäß ihrer Leistungen bei den drei vorangegangenen Turnierendrunden auf zwei Töpfe aufgeteilt:
Turniersieg (7 Punkte), Finale (5), Halbfinale (3), Viertelfinale (2), Vorrunde (1);
wobei die Punkte für das Turnier 2012 dreifach, für 2010 zweifach und für 2008 einfach gewichtet wurden.
| Topf 1 | Topf 2 |
| --- | --- |
| 1. Sambia (26 Pkt.) 2. Ghana (22 Pkt.) 3. Elfenbeinküste (22 Pkt.) 4. Mali (12 Pkt.) 5. Tunesien (10 Pkt.) 6. Kamerun (9 Pkt.) 7. Angola (9 Pkt.) 8. Nigeria (8 Pkt.) 9. Gabun (8 Pkt.) 10. Sudan (7 Pkt.) 11. Algerien (6 Pkt.) 12. Äquatorialguinea (6 Pkt.) 13. Guinea (5 Pkt.) 14. Burkina Faso (5 Pkt.) 15. Marokko (4 Pkt.) | 1. Senegal (4 Pkt.) 2. Libyen (3 Pkt.) 3. Niger (3 Pkt.) 4. Botswana (3 Pkt.) 5. Malawi (2 Pkt.) 6. Mosambik (2 Pkt.) 7. Togo (2 Pkt.) 8. Äthiopien (0 Pkt.) 9. Demokratische Republik Kongo (0 Pkt.) 10. Kap Verde (0 Pkt.) 11. Liberia (0 Pkt.) 12. Sierra Leone (0 Pkt.) 13. Simbabwe (0 Pkt.) 14. Uganda (0 Pkt.) 15. Zentralafrikanische Republik (0 Pkt.) |

Die Hinspiele fanden am 8. und 9. September, die Rückspiele am 13. und 14. Oktober 2012 statt.
|                              | Gesamt          |                  | Hinspiel | Rückspiel |
| ---------------------------- | --------------- | ---------------- | -------- | --------- |
| Mali                         | 7:1             | Botswana         | 3:0      | 4:1       |
| Simbabwe                     | (a)3:3(a)       | Angola           | 3:1      | 0:2       |
| Ghana                        | 3:0             | Malawi           | 2:0      | 1:0       |
| Liberia                      | 3:8             | Nigeria          | 2:2      | 1:6       |
| Sambia                       | 1:1 (9:8 i. E.) | Uganda           | 1:0      | 0:1       |
| Kap Verde                    | 3:2             | Kamerun          | 2:0      | 1:2       |
| Mosambik                     | 2:4             | Marokko          | 2:0      | 0:4       |
| Sierra Leone                 | (a)2:2(a)       | Tunesien         | 2:2      | 0:0       |
| Guinea                       | 1:2             | Niger            | 1:0      | 0:2       |
| Sudan                        | (a)5:5(a)       | Äthiopien        | 5:3      | 0:2       |
| Libyen                       | 0:3             | Algerien         | 10:1 1   | 0:2       |
| Elfenbeinküste               | 6:2             | Senegal          | 4:2      | 12:0 2    |
| Demokratische Republik Kongo | 5:2             | Äquatorialguinea | 4:0      | 1:2       |
| Gabun                        | 2:3             | Togo             | 1:1      | 1:2       |
| Zentralafrikanische Republik | 2:3             | Burkina Faso     | 1:0      | 1:3       |

## Torjäger
|    | Name                   | Tore |
| -- | ---------------------- | ---- |
| 1. | Dieumerci Mbokani      | 4    |
| 2. | Didier Drogba          | 3    |
|    | Adane Girma            | 3    |
|    | Ryan Mendes            | 3    |
|    | Jair Nunes             | 3    |
|    | Islam Slimani          | 3    |
|    | El Arbi Hillel Soudani | 3    |
|    | Ikechukwu Uche         | 3    |
| 9. | Emmanuel Adebayor      | 2    |
|    | Ibrahim Teteh Bangura  | 2    |
|    | Daniel Cousin          | 2    |
|    | Cheick Diabaté         | 2    |
|    | Djaniny                | 2    |
|    | Leger Djime            | 2    |
|    | Dioko Kaluyituka       | 2    |
|    | Kei Kamara             | 2    |
|    | Déo Kanda              | 2    |
|    | Modibo Maïga           | 2    |
|    | David Manga            | 2    |
|    | Manucho                | 2    |
|    | Geofrey Massa          | 2    |
|    | Hilaire Momi           | 2    |
|    | Victor Moses           | 2    |
|    | Trésor Mputu Mabi      | 2    |
|    | Ahmed Musa             | 2    |
|    | Knowledge Musona       | 2    |
|    | Atusaye Nyondo         | 2    |
|    | Prince Oniangué        | 2    |
|    | Muhannad Tahir         | 2    |
|    | Alain Traoré           | 2    |